# Steven G. Platt
Steven George Platt (* 24. Januar 1961 in Baton Rouge, Louisiana) ist ein US-amerikanischer Herpetologe und Naturschützer. Seine Forschungsinteressen gelten den Schildkröten Südostasiens sowie den Krokodilen.

## Leben
Platt studierte ab August 1979 an der Louisiana State University in Baton Rouge, wo er im Mai 1985 den Bachelor of Science in Forstwissenschaft und Wildtiermanagement erwarb. Von August 1986 bis Dezember 1990 studierte er an der Southeastern Louisiana University in Hammond, Louisiana, wo er zum Master of Science in Biologie graduierte. Von August 1991 bis August 1996 folgte ein Doktoratsstudium an der Clemson University in Clemson, South Carolina, wo er mit der Dissertation The ecology and status Morelet’s crocodile in Belize zum Ph.D. in Zoologie promoviert wurde. Hierfür betrieb er zwischen 1992 und 1995 Freilandstudien über die Ökologie des Beulenkrokodils (Crocodylus moreletii) in Belize.
Von 1996 bis 1998 führte Platt im Auftrag der Wildlife Conservation Society Studien über das gefährdete Spitzkrokodil (Crocodylus acutus) auf Belize durch. Von 1998 bis 2001 arbeitete er für die Wildlife Conservation Society an Projekten zum Schutz von Krokodilen und Schildkröten in verschiedenen Ländern Südostasiens (Myanmar, Vietnam, Laos, Kambodscha, Thailand). Im Jahr 2001 kehrte er in die Vereinigten Staaten zurück und begann eine Universitätslaufbahn. Von 2002 bis 2006 war er Dozent an der Abteilung für Mathematik und Wissenschaft am Oglala Lakota College, einer indigenen Hochschule in der Pine Ridge Reservation in South Dakota. Von 2006 bis 2011 war Platt Assistenzprofessor und später außerordentlicher Professor am biologischen Institut der Sul Ross State University in Alpine, Texas. 2011 schied er aus dem Universitätsdienst aus, um mit seiner birmanischen Frau Kalyar (* 1972), die er 1999 kennenlernte und 2004 heiratete, nach Myanmar zu ziehen.
Platt war an verschiedenen Schildkrötenschutzprojekten in Myanmar beteiligt, darunter an der Wiedereinführung der Burma-Landschildkröte (Geochelone platynota) in Schutzgebiete in der Trockenzone sowie an der Bewahrung einer Restpopulation der Birmesischen Dachschildkröte (Batagur trivittata) am Oberlauf des Chindwin-Flusses. 2017 erstbeschrieb er mit seinem Kollegen Charles R. Bursey die Fadenwurmart Falcaustra tintlwinis, die im Dickdarm dieser Schildkrötenart parasitiert. Bereits im Jahr 2000 beschrieben Platt, Bursey sowie Thomas R. Rainwater die Fadenwurm-Art Falcaustra kutcheri aus dem Kot der Celebes-Erdschildkröte (Leucocephalon yuwonoi).
2001 fotografierte Platt das erste lebende Exemplar der Burma-Kurzkopf-Weichschildkröte (Chitra vandijki) auf dem Gelände eines Schildkrötenhändlers nördlich von Mandalay. 2009 gehörte er neben seiner Frau zu einem Team von Wissenschaftlern, dem die Wiederentdeckung einer Population von wildlebenden Exemplaren der vom Aussterben bedrohten Flachen Erdschildkröte (Heosemys depressa) in einem Elefantenreservat im Arakan-Joma-Gebirge in Myanmar gelang. Außerhalb Myanmars arbeitet Platt eng mit dem Kambodscha-Programm der Wildlife Conservation Society bei Schutzprojekten für die Südliche Batagur-Schildkröte (Batagur affinis) und dem Siam-Krokodil (Crocodylus siamensis) zusammen. In China unterstützte er den Artenschützer Lu Shunqing bei der Auswilderung von China-Alligatoren (Alligator sinensis).
Platt ist Co-Autor zahlreicher Fachartikel über Krokodile und Schildkröten, die unter anderen in den Zeitschriften Chelonian Conservation and Biology, Journal of Herpetology, Herpetological Review, Herpetological Bulletin, Southwestern Naturalist, Southeastern Naturalist und im Journal of Wildlife Diseases veröffentlicht wurden. 2014 wurde er von der IUCN/SSC Crocodile Specialist Group mit dem Castillo Award for Crocodile Conservation ausgezeichnet.
Platt ist Mitglied mehrerer Organisationen, darunter der American Bamboo Society, der Association of Southwestern Naturalists, der Association of Southeastern Naturalists, der Chicago Herpetological Society, der Eastern Cougar Foundation, der Herpetologists’ League, der IUCN/SSC Crocodile Specialist Group, der IUCN/SSC Tortoise and Freshwater Turtle Specialist Group, der Louisiana Academy of Sciences, der Society for the Study of Amphibians and Reptiles, der Texas Ornithological Society sowie der Turtle Survival Alliance.